# Barbus mediosquamatus
Barbus mediosquamatus е вид лъчеперка от семейство Шаранови (Cyprinidae).

## Разпространение
Видът е разпространен в Ангола.

## Описание
На дължина достигат до 4,7 cm.